# Once (Pearl Jam)
Once è il brano musicale di apertura di Ten, l'album di debutto dei Pearl Jam.
Sull'LP è preceduta da un breve interludio che però fa parte della traccia fantasma di chiusura Master/Slave. La canzone è anche una b-side del singolo Alive.
Once è stata passata numerose volte per le radio grazie alla durevole popolarità dei Pearl Jam. Fu inclusa nella tracklist del greatest hits della band Rearviewmirror: Greatest Hits 1991-2003.
Una performance live della canzone è disponibile sul box-set Live at the Gorge 05/06

## Significato del testo
La canzone è il capitolo centrale di quella che è divenuta famosa come la "Mamasan Trilogy", preceduta da "Alive" e seguita da "Footsteps". Once parla di un uomo che crescendo, impazzisce, divenendo un serial-killer.